# 汤守道
汤守道（1935年7月—2014年9月2日），江苏宿迁人，中华人民共和国政治人物。
1980年10月，任铜陵市经委主任；1982年3月任铜陵市副市长。1991年9月任铜陵市委常委、铜化集团总经理。1995年10月，任铜化集团党委书记、董事长。2014年去世。